# Kap Walden
Das Kap Walden ist das vereiste Kap am nordwestlichen Ende der Evans-Halbinsel im Norden der Thurston-Insel vor der Eights-Küste des westantarktischen Ellsworthlands. Es markiert östlich die Einfahrt zum Koether Inlet.
Seine Position wurde anhand von Luftaufnahmen der Flugstaffel VX-6 der United States Navy im Januar 1960 bestimmt. Das Advisory Committee on Antarctic Names benannte es 1960 nach Arthur Treadwell Walden (1871–1947), Hundeschlittenführer und Leiter der Unterstützungsmannschaft zur Erkundung des Königin-Maud-Gebirges bei der ersten Antarktisexpedition (1928–1930) des US-amerikanischen Polarforschers Richard Evelyn Byrd.